# 川田まみのアタックヤング
『川田まみのアタックヤング』（かわだまみのアタックヤング）は、STVラジオのラジオ番組『アタックヤング』の水曜日で、川田まみがパーソナリティのラジオ番組。2012年4月5日に放送開始された。

## 放送時間
- 2012年4月5日 - 2015年3月25日・2015年10月7日 - 2016年3月30日 毎週水曜日24:00 - 25:00（木曜日0:00 - 1:00）
- 2015年4月1日 - 9月30日 毎週水曜日24:00 - 24:45（木曜日0:00 - 0:45）

## 主なコーナー
- ○月企画
  - 一ヶ月共通したテーマで、リスナーからメッセージを募集する。
- ミーマーのおしかり部屋
  - リスナーから寄せられたやらかしてしまった罪のエピソードに、川田がお叱りを入れるドSによるドMのためのコーナー。
- Dr.マミのドキドキカウンセラー
  - リスナーからの悩み相談メッセージを紹介するコーナー。

## 過去のコーナー
- 週の真ん中・水曜なんなんでしょう？(2012年4月 - 7月)
  - いったい何なんだと思うような日常の不条理エピソードを募集する。
- マミロイドが歌ってみた(2012年4月 - 2015年3月)
  - 月替わりでアニメソングの一節をテーマにし、その一節で替え歌を募り川田が熱唱するネタコーナー。レギュラー企画終了後も2015年5月・11月、2016年2 - 3月には月替わり企画として復活実施された。

## ゲスト

### 2012年
- 5月23日 奥井雅美
- 6月27日 高瀬一矢
- 11月14日 Ray
- 12月19日 KOTOKO

### 2013年
- 3月20日 詩月カオリ
- 5月1日 angela
- 7月17日 やなぎなぎ、Larval Stage Planning
- 8月7日 高瀬一矢
- 11月6日 Larval Stage Planning
- 11月13日 KOTOKO

### 2014年
- 2月12日 藤井孝太郎・高瀬一矢(川田のインフルエンザ休養のため代演)、島みやえい子
- 4月23日 高瀬一矢、中沢伴行
- 8月13日 きただにひろし
- 9月17日 黒崎真音
- 10月29日 桐島愛里（Larval Stage Planning）
- 12月3日 藤井孝太郎（藤井孝太郎のログイン!よる☆PAとの一番くじ「鎌池和馬の祭典シリーズ第一弾 -作家生活10周年記念」合同プレゼント企画のプレゼンターとして出演）
- 12月24日 藤井孝太郎（「藤井孝太郎のログイン!よる☆PA」チャリティーミュージックソン3時間スペシャルから引き続き生出演）、高瀬一矢、中沢伴行
- 12月31日 高瀬一矢、中沢伴行

### 2015年
- 1月28日 島みやえい子
- 3月25日 KOTOKO
- 8月5日　高瀬一矢
- 9月16日 高瀬一矢・中沢伴行

### 2016年
- 1月27日 上田晃（NBCユニバーサル・エンターテイメントジャパン 宣伝担当）
- 3月16日 高瀬一矢・中沢伴行

## イベント
- Sプラザ公開録音（2012年9月23日 STV放送会館Sプラザ）
- ドキドキおまつりプラザ公開録音（2013年・2014年6月16日 札幌パークホテル西駐車場特設ステージ）